# 로키슈키스구

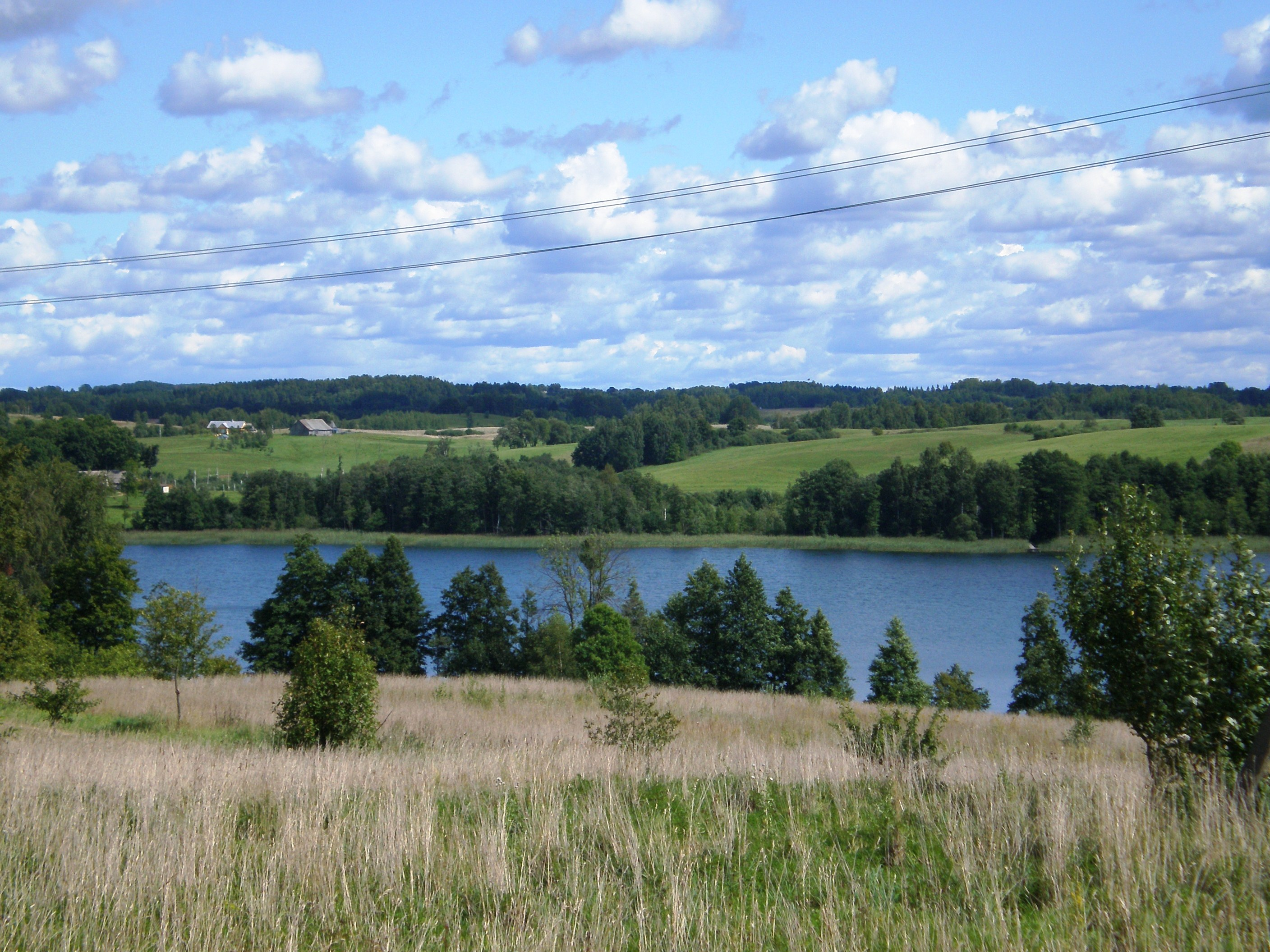
로키슈키스구 켈레제리스 마을

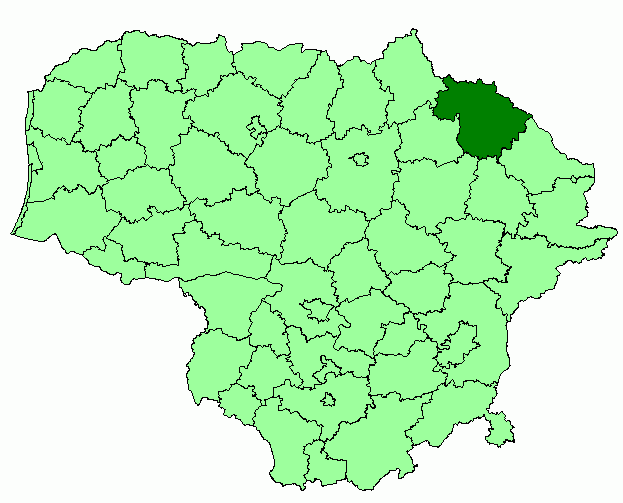
로키슈키스구의 위치

로키슈키스구(리투아니아어: Rokiškio rajono savivaldybė)는 리투아니아 파네베지스주를 구성하는 6개 지방 자치체 가운데 하나로 행정 중심지는 로키슈키스이며 면적은 1,806km2, 인구는 32,191명(2015년 기준), 인구 밀도는 17.8명/km2이다. 10개 장로구를 관할한다. 파네베지스주 비르자이구, 쿠피슈키스구, 우테나주 아닉슈차이구, 우테나구, 자라사이구와 접하며 북쪽으로는 라트비아와 국경을 접한다.

지방 자치체 문장